# Polia juncimacula
Polia juncimacula là một loài bướm đêm trong họ Noctuidae.